# Ойц
Ойц, Ойс (баск. Oitz (офіційна назва), ісп. Oiz) — муніципалітет в Іспанії, у складі автономної спільноти Наварра. Населення — 149 осіб (2009).
Муніципалітет розташований на відстані близько 340 км на північний схід від Мадрида, 32 км на північ від Памплони.

## Демографія
Динаміка населення (INE ):

## Галерея зображень

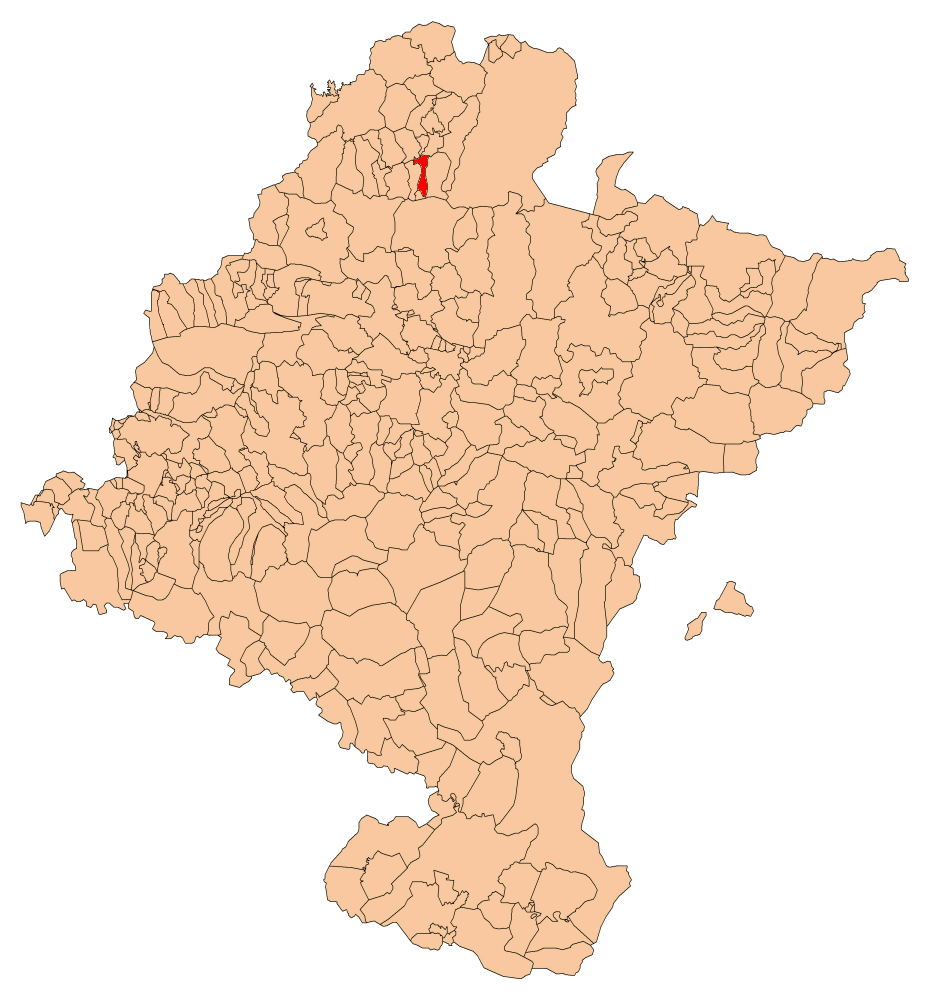
Розташування муніципалітету